# Indio (Califórnia)
Indio é uma cidade localizada no estado americano da Califórnia, no Condado de Riverside. Foi incorporada em 16 de maio de 1930. Apelidada de "Cidade dos Festivais", Indio é conhecida por sediar o famoso Coachella Valley Music and Arts Festival, no grandioso espaço Empire Polo Club.

## Geografia
De acordo com o United States Census Bureau, a cidade tem uma área de 75,60 km², onde 75,58 km² estão cobertos por terra e 0,02 km² por água.

### Localidades na vizinhança
O diagrama seguinte representa as localidades num raio de 24 km ao redor de Indio.

## Demografia
Segundo o censo nacional de 2010, a sua população é de 76 036 habitantes e sua densidade populacional é de 1 006,09 hab/km². Possui 28 971 residências, que resulta em uma densidade de 383,34 residências/km².